# Нума (Айова)
Нума (англ. Numa) — місто (англ. city) в США, в окрузі Аппанус штату Айова. Населення — 68 осіб (2020).

## Географія
Нума розташована за координатами 40°41′7″ пн. ш. 92°58′48″ зх. д. / 40.68528° пн. ш. 92.98000° зх. д. (40.685406, -92.979988).  За даними Бюро перепису населення США в 2010 році місто мало площу 1,15 км², уся площа — суходіл.

## Демографія
Згідно з переписом 2010 року, у місті мешкали 92 особи в 44 домогосподарствах у складі 26 родин. Густота населення становила 80 осіб/км².  Було 52 помешкання (45/км²).
Расовий склад населення:
| - 100,0 % — білих |

До двох чи більше рас належало 0,0 %. Частка іспаномовних становила 0,0 % від усіх жителів.
За віковим діапазоном населення розподілялося таким чином: 15,2 % — особи молодші 18 років, 62,0 % — особи у віці 18—64 років, 22,8 % — особи у віці 65 років та старші. Медіана віку мешканця становила 47,0 року. На 100 осіб жіночої статі у місті припадало 124,4 чоловіків;  на 100 жінок у віці від 18 років та старших — 116,7 чоловіків також старших 18 років.
Середній дохід на одне домашнє господарство  становив 44 230 доларів США (медіана — 37 500), а середній дохід на одну сім'ю — 43 713 долари (медіана — 36 250). Медіана доходів становила 35 000 доларів для чоловіків та 25 625 доларів для жінок. За межею бідності перебувало 4,4 % осіб, у тому числі 0,0 % дітей у віці до 18 років та 7,1 % осіб у віці 65 років та старших.
Цивільне працевлаштоване населення становило 29 осіб. Основні галузі зайнятості: виробництво — 31,0 %, освіта, охорона здоров'я та соціальна допомога — 27,6 %, роздрібна торгівля — 20,7 %, транспорт — 17,2 %.